# الرحلة (فلم 2009)
الرحلة هو فيلم كوميدي مغربي صدر سنة 2009، من إخراج بوسلهام الضعيف، وكتابة يوسف فاضل، وإنتاج نبيل عيوش، ومن بطولة عبد اللطيف الخمولي، ومحمد الشوبي، ومصطفى خليلي، وعزيز حطاب، وكريمة خاطوري، وفتيحة علام.

## قصة الفيلم
يتراهن عدد من الأصدقاء من خلال أوراق اللعب ويضعون المبالغ المحصلة في بنك العملات المعدنية، وبعد عام سيقررون الذهاب في رحلة إلى الدار البيضاء، وهناك يتعرضون للعديد من المواقف والمشاكل الكوميدية.

## طاقم التمثيل
- عبد اللطيف الخمولي في دور عزوز
- محمد الشوبي في دور شعبان
- مصطفى خليلي في دور رحال
- عزيز حطاب في دور حميد
- كريمة خاطوري في دور سعيدة
- فتيحة علام في دور فريدة

## وصلات خارجية
- مقالات تستعمل روابط فنية بلا صلة مع ويكي بيانات